# Mokulla
Mokulla (finska: Mukkulan kartano) är en herrgård i stadsdelen Mukkula i Lahtis stad, Södra Finlands län. 
Mokulla nämns redan på 1400-talet och gårdens ägare är kända sedan 1539. Lahtis stad köpte herrgården av släkten von Hausen 1959. Huvudbyggnaden är från slutet av 1700-talet. I Mokulla fungerar nuförtiden ett hotell och kongresscentrum med restaurang.
I Mokulla arrangerades Internationella Författarmötet i Lahtis, vart annat år under åren 1963 - 2007. Det finns en badstrand, campingplats och en minigolfbana i anslutning till herrgården. 